# جنگلبان هندی (مجله)
جنگلبان هندی (به انگلیسی: The Indian Forester) یک مجله علمی معتبر است که پژوهش‌های حوزه جنگل‌داری را پوشش می‌دهد. این مجله یکی از قدیمی‌ترین مجله‌های حوزه جنگل‌داری است که هنوز پابرجا مانده‌است. این مجله در سال ۱۸۷۵ پایه‌گذاشته شد و هم‌اکنون «شورای تحقیقات و آموزش جنگل‌داری هند» آن را منتشر می‌کند.

## تاریخچه
جنگلبان هندی در هنگام برگزاری یک کنفرانس جنگل‌داری به میزبانی الله‌آباد در ژانویه ۱۸۷۴ پایه‌گذاری شد. پایه‌گذار مجله دیتریش برندیس بود و ویلیام شلیچ اولین ویراستار افتخاری آن بود.